# Време приступа
Време приступа је време које протекне између слања захтева електронском систему, и комплетирања захтева или враћања затражених података.
У рачунарству, време приступа означава време које протекне између слања захтева за читање податка из меморије и добијања затражених података. Изражава се у наносекундама.